# Castanea delle Furie
Castanèa, o per esteso Castanea delle Furie è una frazione del comune di Messina che rientra nel territorio della Circoscrizione VI del capoluogo peloritano.

## Il toponimo
Il toponimo Castanea potrebbe derivare dal latino Castanea e dal greco Kastanèa, Καστανέα, nome scientifico con cui si identifica genericamente l'albero del castagno, conosciuto nella cultura popolare e contadina come "albero del pane", in quanto il suo esteso utilizzo spaziava dall'alimentazione e dal consumo del suo frutto, alla concia delle pelli, per efficaci medicamenti e come semplice legna da ardere. Usato forse come dotta alternativa per identificare un "castagneto".

 In alternativa, potrebbe venire da omonime località della Grecia, con le due varianti Kastanía e Kastanéia. Tali termini potrebbero forse risalire al periodo storico legato alla fondazione e colonizzazione di Messina e dei suoi dintorni o all'epoca successiva della prolifica diffusione del monachesimo basiliano lungo le propaggini dei monti Peloritani. Questi religiosi avrebbero utilizzato un vocabolo della loro madrelingua per classificare la vegetazione spontanea della contrada. Forse il luogo sarebbe stato chiamato dai Romani Castanea.
L'appellativo “delle Furie” non deriva dalla pur nota ventosità del luogo, ma dalla sua perifericità (ad foras) rispetto alla città di Messina. Erano infatti chiamati furie i casali situati geograficamente al di fuori della città di Messina, ma amministrativamente facenti parte della stessa. Un’altra ipotesi potrebbe essere la derivazione dal nome del centurione romano Massimo Manio Furio che durante la prima guerra punica, avendo operato brillantemente sul territorio, ne aveva acquisito in proprietà una buona parte. La zona sarebbe stata quindi ricordata nel tempo come terra dei furii (cioè terra dei suoi discendenti).
L'adozione del toponimo peraltro potrebbe aver avuto anche una specifica ragione distintiva rispetto all'antica denominazione (Castania) dell'odierna Castell'Umberto.

## Geografia fisica
Castanea delle Furie è situata sui colli Sarrizzo, a circa 300 metri di altitudine, e a 5 km dalla città. Dai colli è possibile godere di stupendi panorami dello Stretto di Messina. Da esso si dipanano strade dalle quali si possono raggiungere i villaggi locali e i paesini della costa tirrenica, il tutto costantemente circondato da dolci avvallamenti che quasi sempre conducono al mare, elemento spesso dominante della visuale. Inoltre, la sua posizione collinare, l'aria salubre, la bucolica tranquillità e l'ospitalità dei suoi abitanti l'hanno reso nel passato meta di villeggiatura e soggiorno preferito dalle illustri famiglie dell'aristocrazia messinese, la cui permanenza nel villaggio è testimoniata dalla presenza di numerose ville. Castanea delle Furie fu uno dei più importanti casali di Messina e conserva ancora una complessa struttura urbanistica, arricchita sia da notevoli edifici che opere d'arte databili dall'alto medioevo all'eclettismo del primo Novecento. Il terremoto del 1908 ha provocato una notevole distruzione e nuove demolizioni si sono verificate sino al secondo dopo-guerra, impoverendo notevolmente il patrimonio monumentale e la complessa immagine del casale, depauperato di importanti punti di riferimento.

## Storia
Sono pochissime le fonti storiche sul villaggio, anche se si ritiene che la sua fondazione si possa ricondurre al periodo di nascita della vicina Messina, ma in una posizione probabilmente leggermente più esposta verso il Mar Tirreno rispetto a quella attuale. Nel Medioevo, per l'importanza strategica del luogo, attorno a cui ruotava l'intero sistema di comunicazione intorno a Messina, destò l'interesse dell'ordine militare dei Cavalieri di San Giovanni di Gerusalemme, successivamente chiamati Cavalieri di Rodi ed infine di Malta, che ebbero a Messina la seconda sede dell'Ordine per come recita la Bolla di riconoscimento dell'Ordine da parte del Papa Pasquale II del 1113, e dei quali fu per secoli possedimento, con la presenza di un abitato distinto e separato da Messina con proprie caratteristiche ordinamentali ed organizzative di difesa di un territorio che sembra avere avuto un ruolo ben più ampio di semplice avamposto a difesa della città. Nel 1908 a causa del terremoto che colpì lo Stretto di Messina il borgo subì ingenti danni in cui andarono persi buona parte dei monumenti e delle chiese del borgo, tra cui la chiesa di S. Giovanni e quella del Santissimo Rosario. Durante il secondo conflitto mondiale per la sua posizione strategica alle porte di Messina e in cima ad un colle da cui si possono dominare le vallate circostanti venne circondata da varie casematte ancora visibili.

## Monumenti e luoghi d'interesse

### Architetture religiose
- Chiesa di San Giovanni Battista: è la chiesa principale del borgo, dedicata al santo patrono. Venne costruita dalla cittadinanza nel 1500 e posta sotto la giurisdizione dei Cavalieri di Malta il cui principale Patrono dopo la SS. Vergine del Fileremo è appunto San Giovanni Battista. A seguito del terremoto che nel 1908 colpì la regione di Messina venne parzialmente distrutta. Rimasero illesi alcuni capitelli, il transetto, la zona absidiale con i dipinti nel catino, l'altare maggiore e gli altari del SS. Sacramento e di San Giovanni con la preziosa statua del 1690. Le due cappelle laterali conservano l'aspetto originale. Fu ricostruita sui resti delle precedenti strutture, in stile romanico - eclettico e riaperta al culto nel 1933. La facciata semplice è abbellita dai tre portali con archi in pietra scolpita con croci, fregi e motivi floreali. A fianco si erge la robusta, ma non molto alta, torre campanaria quadrangolare coronata da merlatura. L'interno è a croce latina con tre navate. Il soffitto è a capriate con controsoffitti rivestito in legno. All'interno sono da ammirare alcuni paliotti in marmo, decorati da suggestivi arabeschi colorati. Nella chiesa sono inoltre custoditi un quadro e una statua di S.Giovanni Battista. Il quadro secondo la leggenda sarebbe naufragato sulla costa tirrenica nel vicino borgo marinaro di Rodia, da dove sarebbe stato poi trasportato nella vicina Castanea. La statua è un'opera del 1690 realizzato dal prof. Antonio Zizza, raffigurante il santo, che indossa una semplice pelle di capra, come da leggenda e viene portata in processione per il paese il giorno della festa del santo.

- Chiesa di Santa Caterina

- Chiesa della Madonna del Tonnaro: è una graziosa chiesetta che sorge a pochi chilometri dal centro di Castanea. Costruita su un terreno roccioso, si trova in una posizione dalla quale si domina un vasto panorama. In lontananza, si scorge il Santuario di Tindari, che le ha regalato il nome. "U Tunnaru" significa appunto Tindari. Risale al 1500, anno in cui un certo Pietro Costa donò il territorio sul quale fu edificata. L'architettura appare semplicissima, quattro muri con copertura a volta, una porta e una finestra ad arco, opera di devoti muratori locali. Venne ristrutturata nel 1938, e ad oggi appare nitida, isolata nel deserto della campagna. I devoti vi accorrono numerosi ogni anno per la festa, che si celebra l'8 settembre.

- Chiesa di Santa Rosalia: piccola cappella con la volta a botte rivestita in cemento posta sulla strada che collega il borgo con il mare nella zona di Rodia. Dalla cappella si presenta un belvedere naturale sul mar Tirreno e sulla cittadina di Milazzo, che nelle giornate particolarmente terse spazia fino al promontorio di Tindari e alle principali isole Eolie creando, poco prima del tramonto, un effetto particolarmente suggestivo.

- Chiesa del Santissimo Rosario: costituita in parrocchia nel 1628 fu inizialmente dedicata alla S.S. Trinità, per poi essere conosciuta come chiesa del S.S. Rosario. La sua fondazione è da ricollegare alla secolare contesa tra i Cavalieri di Malta ed i vescovi di Messina per la giurisdizione sul villaggio. Prima del terremoto del 28 dicembre 1908, la chiesa era costituita da una pianta longitudinale a tre navate, da otto altari tutti in marmo, da tre absidi, una maggiore e due più piccole, ove erano collocati gli altari del S.S. Sacramento e della Madonna del Rosario, e decorata dai pregevoli affreschi raffiguranti due visioni dell'Apocalisse, il Dragone rosso dalle sette teste che attendeva il parto della Donna coronata di 12 stelle per divorarsene il frutto, ed i 24 Seniori, anziani, intorno all'Agnello adagiato sul libro dei sette sigilli. Dopo detta catastrofe, della chiesa non restarono che pochi muri lesionati e cadenti, testimoni di uno splendore di tre secoli d'arte ormai perso e delle lapidi marmoree sepolcrali. Fu ricostruita sui resti della precedente chiesa in stile romanico - eclettico e riaperta al culto nel 1933. Oggi presenta una pianta longitudinale a croce latina a tre navate poggianti su gradini. Quella centrale, più alta che incornicia un rosone con vetri multicolori, con copertura a tetto ed un contro soffitto a cassettoni decorato da stucchi e da affreschi, quelle laterali coperte a tetto ad una falda. Fortunatamente furono recuperati alcuni paliotti in marmo decorati da arabeschi colorati e qualche tela, che tutt'oggi ornano la chiesa. Al prospetto sinistro si accosta una piccola torre campanaria con copertura a tetto a quattro falde ove sono collocate tutt'oggi quattro campane in bronzo. Conserva al suo interno la statua in marmo della Madonna della Portella, una pregevole fonte battesimale, e inoltre la cinquecentesca statua in marmo bianco della Madonna col Bambino detta “del Tonnaro” che rievoca i canoni del manierismo tosco-romano.

- Chiesa di San Cosimo e Damiano: provenendo da Messina, è una chiesa sita all'entrata del paese.

### Architetture civili
- Castel Vinci
- Villa Agresta
- Villa Picciotto
- Villa Speciale
- Villa Caminiti
- Villa Rinciari
- Villa Miloro
- Villa Costarelli
- Villa Allegra
- Villa Forzano
- Casale La Regina delle Furie Fam. Giunta

## Manifestazioni religiose
- 24 giugno: Festa patronale di San Giovanni Battista con la solenne processione della vara col simulacro del Santo per le vie del borgo, accompagnata dai Cavalieri e dalla Confraternita, con grande partecipazione di fedeli.

- 8 settembre: Festa della Madonna delle Grazie, con la solenne processione della vara col simulacro della Vergine per le vie del borgo.

- 26 settembre: Festa di San Cosimo e Damiano

- 13 dicembre: Festa di Santa Lucia

- Presepe vivente: è organizzato dalla locale "Associazione turistico culturale "Giovanna d'Arco", con la partecipazione di circa 350 comparse e la ricostruzione accurata degli ambienti lavorativi, artigianali e sociali dell'antica città natale di Betlemme. Il presepe è realizzato all'interno di un parco di 4.000 m².